# Ipomoea plummerae
Ipomoea plummerae är en vindeväxtart som beskrevs av Asa Gray. Ipomoea plummerae ingår i släktet praktvindor, och familjen vindeväxter. Utöver nominatformen finns också underarten I. p. cupulata.